# Majkowice (Bochnia)
Pour les articles homonymes, voir Majkowice.
Majkowice est une localité polonaise de la gmina et du powiat de Bochnia en voïvodie de Petite-Pologne.